# Kathryn (Dakota del Norte)
Kathryn es una ciudad ubicada en el condado de Barnes en el estado estadounidense de Dakota del Norte. En el censo de 2010 tenía una población de 52 habitantes y una densidad poblacional de 34,09 personas por km².

## Geografía
Kathryn se encuentra ubicada en las coordenadas 46°40′54″N 97°58′15″O / 46.68167, -97.97083. Según la Oficina del Censo de los Estados Unidos, Kathryn tiene una superficie total de 1.53 km², de la cual 1.53 km² corresponden a tierra firme y (0%) 0 km² es agua.

## Demografía
Según el censo de 2010, había 52 personas residiendo en Kathryn. La densidad de población era de 34,09 hab./km². De los 52 habitantes, Kathryn estaba compuesto por el 100% blancos, el 0% eran afroamericanos, el 0% eran amerindios, el 0% eran asiáticos, el 0% eran isleños del Pacífico, el 0% eran de otras razas y el 0% pertenecían a dos o más razas. Del total de la población el 0% eran hispanos o latinos de cualquier raza.